# 情報収集艦
情報収集艦（じょうほうしゅうしゅうかん、英: Spy ship）とは、主に電子情報を収集する軍艦。艦種記号AGI:INTELLIGENCE SHIP。

## 概要
シギント、エリント、コミントを行い、おもに電子情報の収集といった電子戦を担当する。電子偵察機とほぼ同様の任務を持っているが、艦艇の持つ長期間の監視能力や、地表波の収集能力は航空機に勝っている。偵察衛星、偵察機と連携して、他国の情報収集に当たる。
非武装の場合も多いが、一国の海軍に属する軍艦であり、海軍軍人の指揮下にある。ただし、実際の運用は情報機関が行なっていたり、海軍ではなく情報機関直属の場合もある。また、弾道ミサイル追跡など任務によっては、空軍軍人が乗り込む場合もある。
平時においても活動し、敵国のレーダーサイトの電波の到達距離を計測することにより、敵国の防空能力を看破しうる。他国の情報収集艦が自国の沿岸海域に出現した場合、当事国は、レーダーサイトの周波数や伝播距離などの電子情報を秘匿するため、その活動を停止する場合が多い。このとき、航空機を低空侵入させ、当事国をスクランブルの状態にすることで、防空能力が暴露される。情報収集艦は、平時から行なわれる情報戦の有力なツールである。
なお、類似した任務を負うものとして、弾道ミサイルやロケット発射の追跡・監視を行うミサイル追跡艦、潜水艦の音響情報収集を行う音響測定艦、海洋観測を行う海洋観測艦、測量艦などがある。

## 各国の情報収集艦
アメリカ合衆国

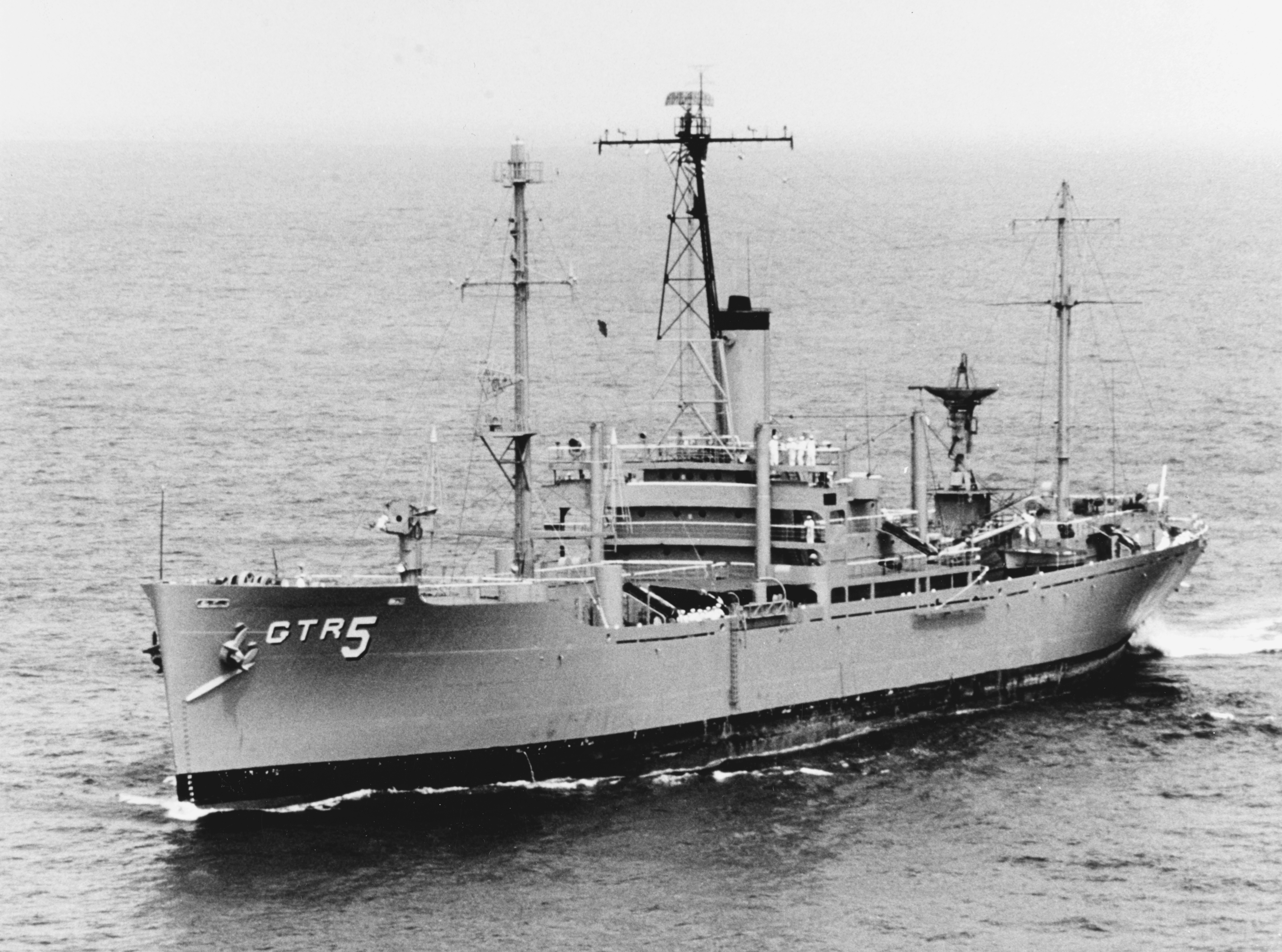
アメリカ軍の「リバティー」

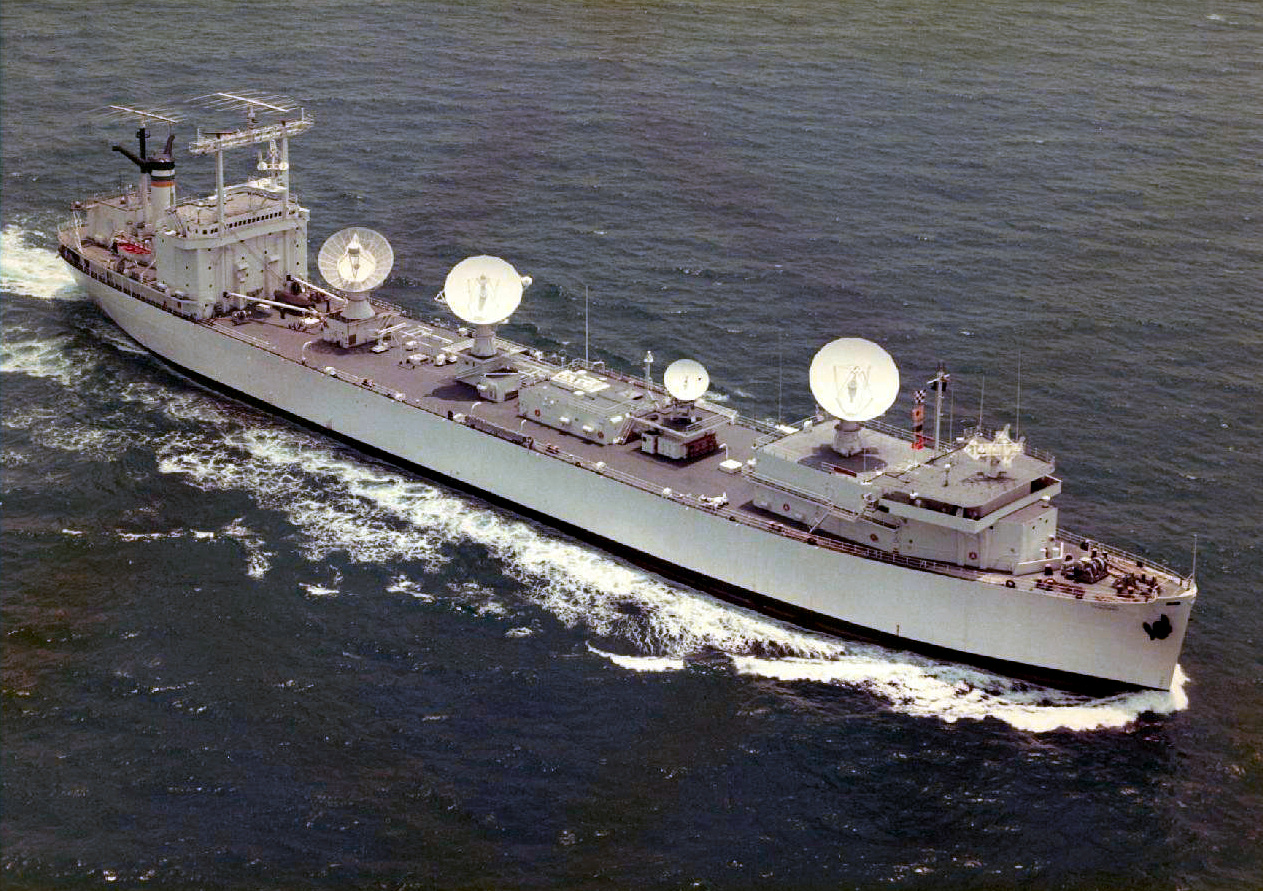
アメリカ軍の「ヴァンガード」

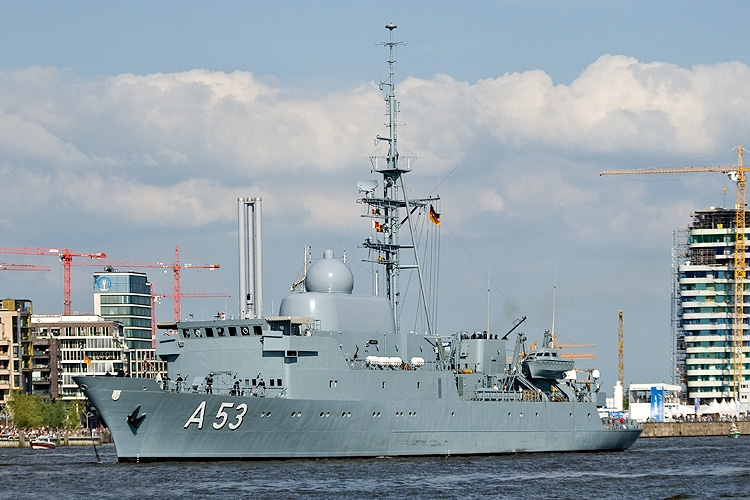
ドイツ軍の「オーカー」

- 環境調査艦「プエブロ」（“環境調査”を称するのは目的・任務擬装のため）
- 技術調査艦「リバティー」

 ソビエト連邦/ ロシア
- プリモリエ級情報収集艦
- カプスタ級情報収集艦（一等測定複合体艦）
- マーシャル・ネデリン級情報収集艦（一等測定複合体艦）
- バルザム級情報収集艦（偵察艦）
- ヴィシュニヤ型情報収集艦（二等中型偵察艦）
- プロジェクト394B情報収集艦（大型偵察艦）
- バンブーク級情報収集艦（水中情況通報艦）
- モマ級情報収集艦（測量艦/研究艦）
- アルピニスト級情報収集艦（トロール船を改良）
- オケアン級情報収集艦（トロール船を改良）
- 情報収集艦「ウラル」（ミサイル追跡、通信などに従事）
- 18280型（建造中）

 中国
- 塩冰級情報収集艦
- 東調級情報収集艦
- ダディエ級情報収集艦
- 向陽紅級情報収集艦
- 奮闘級海洋調査船
- 観察級海洋調査船

 フランス
- 情報収集艦「デュピュイ・ド・ローム」

 ドイツ
- オステ級情報収集艦

 スウェーデン
- 情報収集艦「オリオン」
- 情報収集艦「アルテミス」[1]

 トルコ
- 情報収集艦「ウフク」